# Jacqueline Dauxois
 (mai 2023).
Si vous disposez d'ouvrages ou d'articles de référence ou si vous connaissez des sites web de qualité traitant du thème abordé ici, merci de compléter l'article en donnant les références utiles à sa vérifiabilité et en les liant à la section « Notes et références ».
Jacqueline Dauxois est une écrivaine française. Elle est l’auteur de plusieurs ouvrages, romans, essais et biographies.

## Biographie
Jacqueline Dauxois a un doctorat de troisième cycle en Littérature française, un diplôme d’Études Politiques, un diplôme d’Études Appliquées de Cinéma. Elle a passé des certificats de théologie et de bioéthique médicale.[réf. nécessaire]
Elle a écrit pour Le Magazine littéraire et pour d’autres journaux parisiens. Elle a enseigné dans divers établissements, notamment l’éthique à l’École centrale de Paris.
Elle est membre du Comité de protection des personnes de l’hôpital Saint-Antoine à Paris.
En 2017, elle publie sur son blog les « artimages » dans lesquels elle mélange ses textes et ses photos, cette œuvre étant le fruit de son travail avec le ténor Roberto Alagna.

## Œuvre

### Romans
- 1973 : Le Gardien de la mémoire - Éditions Julliard
- 1977 : Rocaïdour - Éditions Julliard
- 1977 : Les Héritiers des lumières - Éditions Stock
- 1980 : Les Blanches Années - Éditions Stock
- 1981 : Le Soleil des loups - Éditions Stock
- 1985 : Le Hussard blond - Éditions Robert Laffont
- 1986 : Le Cœur de la nuit - Éditions Jean-Claude Lattès
- 1987 : Ciel rebelle - Éditions Maren Sell
- 1988 : Lambert, ou, L'Effet Compton -  Éditions Jean-Claude Lattès
- 1992 : Les Falaises de Ravello - Éditions Albin Michel
- 1994 : Alexandra (avec Vladimir Volkoff) - Éditions Albin Michel
- 1996 : La Métisse, roman familial - Éditions Albin Michel
- 2004 : La Grande Pâque russe - Éditions du Rocher, collection Grands romans
- 2004  : Eve - Presses de la Renaissance, Éditions de la Loupe

### Nouvelles
- 2022 : Nouvelles d'un monde cruel - Michel de Maule

### Biographies
- 1988 : Charlotte Corday - Éditions Albin Michel
- 1989 : Les Jupons de la Révolution : Talleyrand, Théroigne de Méricourt, Marat, Mme Tallien -  Éditions Jean-Claude Lattès
- 1996 : L'Empereur des alchimistes : Rodolphe II de Habsbourg -  Éditions Jean-Claude Lattès
- 1998 : Marie-Madeleine - Pygmalion, le Grand livre du mois
- 2000 : Cléopâtre - Pygmalion
- 2001 : Néfertiti - Pygmalion, Éditions J’ai lu
- 2001 : La Reine de Saba - Pygmalion, Éditions J’ai lu
- 2002 : Messaline - Pygmalion
- 2002 : Anne de Kiev : reine de France - Presses de la Renaissance (Sélection 2003 Prix Hugues-Capet)
- 2011 : Reines de légende. Réunit : Néfertiti, La Reine de Saba, Cléopâtre, Messaline - Pygmalion
- 2014 :  La Reine de l'Orient : Zénobie - Pygmalion

### Essais
- 1972 : Le Silence de la mer : de la révolte à l’humanisme - Thesis Aix-Marseille 1, thèse
- 1982 : Vladimir Volkoff : l'exil est ma patrie. Entretiens - Éditions du Centurion
- 2005 : Médecin aux urgences (entretiens avec Marc Andronikof) - Éditions du Rocher, essai sur l'éthique médicale
- 2006 : Les Plus Belles Histoires d'amour de la Bible - Presses de la Renaissance
- 2008 : La Route de la soie : d'Alexandre le Grand à Marco Polo - Éditions du Rocher
- 2013 : Daniel, encore un jour - Éditions Salvator, essai sur la médecine palliative
- 2017 : Quatre Saisons avec Roberto Alagna, Éditions du Rocher
- 2018 : Le Péché du roi David, Michel de Maule